# 1455
1455 (MCDLV) fue un año común comenzado en miércoles según el calendario juliano.

## Acontecimientos
- Los mexicas celebran el octavo ritual del Fuego Nuevo, por primera vez, en el Huizachtécatl.
- Comienza el conflicto de las guerras de las Dos Rosas en Inglaterra.
- Capitulaciones y matrimonio de Enrique IV de Castilla con su segunda esposa, Juana de Portugal.
- Alfonso V de Aragón decreta la Sentencia Interlocutoria por la que se suspende la prestación de malos usos, como apoyo a los remensas y en contra de los poderosos.
- 8 de enero - El papa Nicolás V publica la bula Romanus Pontifex.
- 23 de febrero - La Biblia de Gutenberg es el primer libro impreso con tipos móviles.
- 8 de abril - Se elige como papa al cardenal Alfonso de Borja, que llevará el nombre de Calixto III.

## Ciencia y tecnología
- Johannes Gutenberg, junto con Peter Schöffer, publica el primer libro impreso: la Biblia Mazarina o "de las cuarenta y dos líneas".

## Nacimientos
- Bernardino López de Carvajal y Sande, cardenal y político español.

## Fallecimientos
- 18 de marzo - Fra Angélico, pintor italiano. (nació en 1395).
- 24 de marzo - Papa Nicolás V (nació en 1397).
- 1 de diciembre - Lorenzo Ghiberti, escultor y orfebre florentino (n. 1378).
- 2 de diciembre - Isabel de Portugal (1432-1455), reina de Portugal.